# Hydroptila mariatheresae
Hydroptila mariatheresae är en nattsländeart som beskrevs av Francois-Marie Gibon 1987. Hydroptila mariatheresae ingår i släktet Hydroptila och familjen smånattsländor. Inga underarter finns listade i Catalogue of Life.